# Logo Wikipedie

Logo Wikipedie

Logo Wikipedie je nedokončený glóbus z dílků puzzle. Na jednotlivých dílcích se nachází glyfy z různých písem. Dílky puzzle chybí na horní straně glóbu. Pod logem se nachází rovněž nápis WIKIPEDIA (na české Wikipedii pak WIKIPEDIE) psaný kapitálkami.
Logo se zobrazuje na webové stránce Wikipedie (wikipedia.org) na počítačích v levém horním rohu obrazovky. V různých jazykových verzích Wikipedie, včetně té české, je pak doplněno o spodní text v závislosti na tom, na jaké jazykové verzi Wikipedie se logo vyskytuje.
Od března 2023 má Wikipedie také své hudební logo.

## Historie
První verze loga byla zveřejněna zakladatelem Wikipedie Jimmym Walesem v roce 2001. Současné logo Wikipedie se používá od roku 2010. Při příležitosti různých významných událostí, jako například výročí založení Wikipedie či dosažení určitého milníku v počtu článků, se loga na různých jazykových verzích Wikipedie často mění.

## Ve fyzické podobě
Logo Wikipedie se ve fyzické podobě nachází například na Monumentu Wikipedie nacházejícím se v severozápadním Polsku, kde je součástí tohoto monumentu zhotoveného v roce 2014. V roce 2017 bylo logo Wikipedie spuštěno na hladinu jezera Sevan v Arménii.

## Galerie

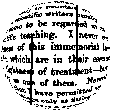
První logo Wikipedie
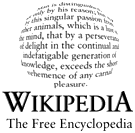
Logo Wikipedie v letech 2001 až 2003
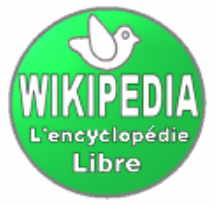
Logo francouzské Wikipedie v letech 2002 až 2003
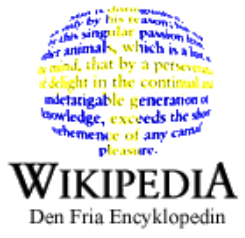
Logo švédské Wikipedie v roce 2003
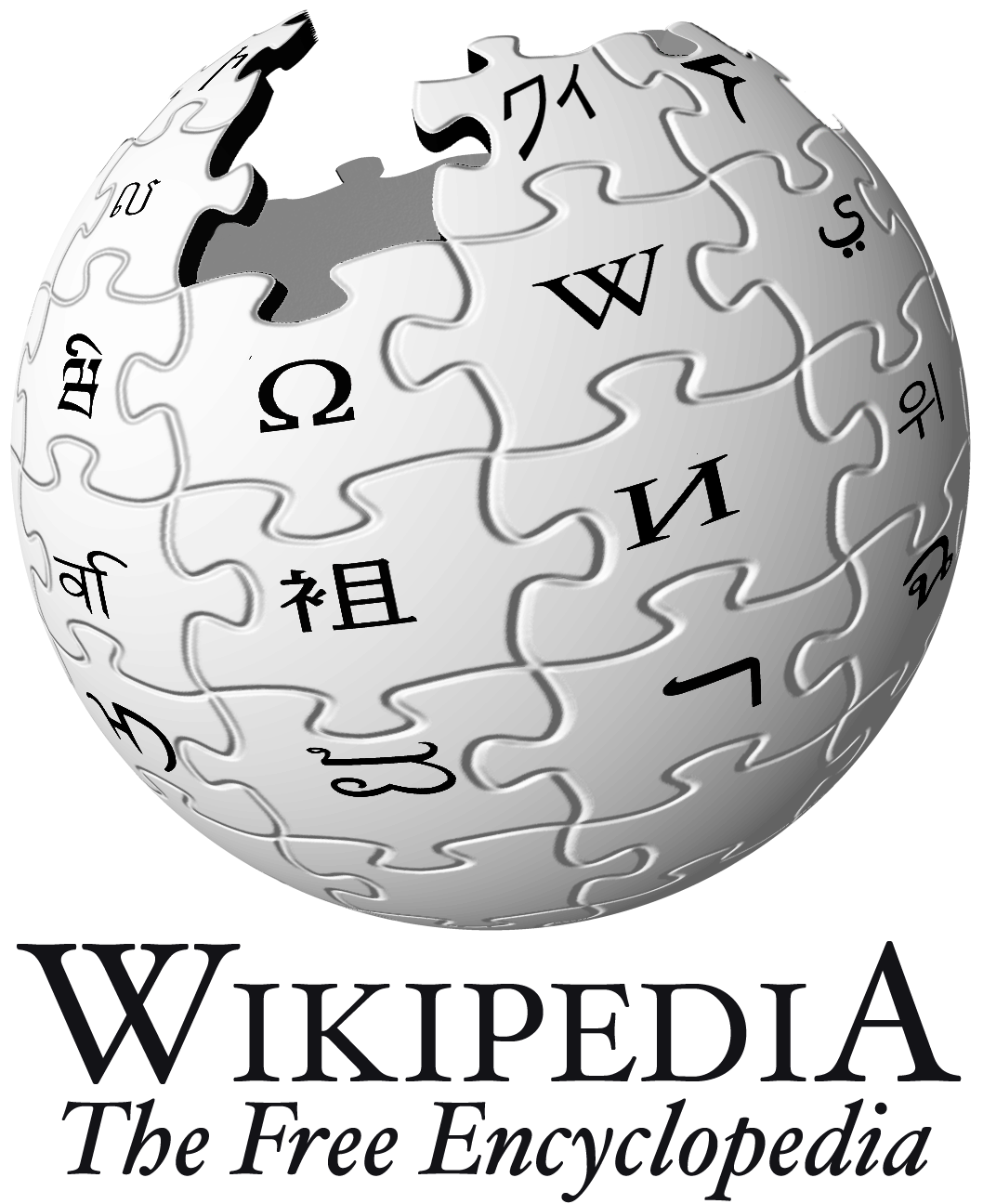
Logo Wikipedie v letech 2003 až 2010
Současné logo Wikipedie používané od roku 2010
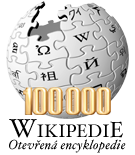
Logo na oslavu dosažení 100 tisíce článků na české Wikipedii
Výroční logo při příležitosti 20. výročí založení španělské Wikipedie
Logo při příležitosti dosažení 600 tisíc článků na korejské Wikipedii